# Сирийска електронна армия
Сирийската електронна армия (СЕА) (на арабски: الجيش السوري الإلكتروني) е група компютърни хакери, която за първи път се появява онлайн през 2011 г., за да подкрепи правителството на сирийския президент Башар ал-Асад. Използвайки спам, дефейс, малуер, фишинг и атаки за отказ на услуга, тя се насочва към терористични организации, политически опозиционни групи, западни новинарски издания, групи за правата на човека и уебсайтове, които изглеждат неутрални към сирийския конфликт. Тя също така хаква правителствени уебсайтове в Близкия Изток и Европа, както и американски отбранителни контрактори. Към 2011 г. СЕА е „първата арабска страна, която има публична интернет армия, хоствана в нейните национални мрежи, за открито стартиране на кибератаки срещу враговете й“
Точният характер на отношенията на СЕА със сирийското правителство се променя с времето и е неясен.

## Произход и исторически контекст
През 90-те години на 20 век сирийският президент Башар ал-Асад оглавява Сирийското компютърно общество, което е свързано със СЕА според изследване на университета в Торонто и университета в Кеймбридж. Има доказателства, че сирийски екип за малуер датира от 1 януари 2011 г.  През февруари 2011 г., след години на цензура на интернет, сирийските цензури вдигат забраната за Фейсбук и Ютюб. През април 2011 г., само дни след ескалирането на протестите срещу режима в Сирия, Сирийската електронна армия се появява във Фейсбук. На 5 май 2011 г. Сирийското компютърно общество регистрира уебсайта на СЕА (syrian-es.com). Тъй като сирийският орган за регистрация на домейни регистрира хакерския сайт, някои експерти по сигурността пишат, че групата е била контролирана от Сирийската държава. СЕА твърди на своята уеб страница, че не е официален субект, но „група ентусиазирани сирийски младежи, които не можаха да останат пасивни към масовото изопачаване на факти за скорошното въстание в Сирия“. Веднага след 27 май 2011 г. СЕА премахва текст, който отрича, че е официален субект. Един коментатор отбелязва, че „[СЕА] доброволците може да включват сирийска диаспора; някои от техните хакове са използвали разговорен английски и Reddit мемета. През юли 2011 г. става ясно, че страницата на Башар ал-Асад във Фейсбук се управлява от член от СЕА, близък до режима – Хайдара Сюлейман, син на влиятелен офицер от разузнаването и бивш сирийски посланик в Аман Бахджат Сюлейман. Той казва пред АФП, че „официалните медии за съжаление са слаби... Ето защо използваме електронни медии, за да покажем на хората какво се случва.“
Според доклад от 2014 г. на компанията за сигурност Intelcrawler дейността на СЕА показва връзки с длъжностни лица в Сирия, Иран, Ливан и Хизбула. Статия от февруари 2015 г. на в. „Ню Йорк Таймс“ посочва, че служители на американското разузнаване подозират, че СЕА е всъщност иранска. Въпреки това никакви данни не показват връзка между моделите на кибератаки на Иран и Сирия според анализ на разузнаването с използването на открити източници от фирмата за киберсигурност Рикордид Фютчъ.

## Онлайн дейности
СЕА преследва дейности в три ключови области:
- Дифейс на уебсайтове и електронно наблюдение срещу сирийските бунтовници и друга опозиция: СЕА извършва наблюдение, за да открие самоличността и местоположението на сирийските бунтовници, използвайки малуер (включително инструмента Blackworm),[4] фишинг и атаки за отказ на услуга. Към 2013 г. това електронно наблюдение се разширява и за чуждестранните хуманитарни работници.[12]
- Атаки срещу западни уебсайтове, за които твърди, че разпространяват новини, враждебни към сирийското правителство: Те включват новинарски уебсайтове като BBC News, Асошиейтед Прес, Нешънъл Пъблик Рейдио, CBC News,[13] Ал-Джазира, Файненшъл Таймс, Дейли Телеграф,[14] Вашингтон Поуст,[15] сирийската сателитна телевизия Orient TV и базираната в Дубай телевизия Ал-Арабия,[16] както и правозащитни организации като Хюман Райтс Уоч.[17] Целите на СЕА ключват VoIP приложения, като Viber [18] и Tango.[19]
- Спам на популярни Фейсбук страници с коментари в подкрепа на режима,[20] каот напр. страниците на президента Барак Обама и на бившия френски президент Никола Саркози.[21]
- Глобален кибершпионаж: технологични и медийни компании, съюзнически офицери за военни доставки, американски отбранителни контрактори и чуждестранни аташета и посолства[22]

Тонът и стилът на СЕА варират от сериозни и открито политически до иронични изявления, предназначени като критичен или остър хумор: СЕА има „Ексклузивно: Терорът връхлита върху #САЩ и #Обама е безсрамно в леглото с Ал-Кайда“, туитирано в акаунта в Туитър на американското новинарско предаване „60 минути“, а през юли 2012 г. публикува „Мислите ли, че Саудитска Арабия и Катар трябва да продължат да финансират въоръжени банди в Сирия, за да свалят правителството? #Сирия“, в акаунта на Ал-Джазира в Туитър, преди съобщението да бъде премахнато. При друга атака членовете на СЕА използват Туитър акаунта на Би Би Си Weather Channel, за да публикуват заглавието „Саудитската метеорологична станция падна поради челен сблъсък с камила“. След като репортерът на в. "Вашингтон Поуст“ Макс Фишър нарича шегите им несмешни, хакер, свързан с групата, казва в интервю за сп. „Вайс“: „Мразещите ще мразят.“

## Операционна система
На 31 октомври 2014 г. SEA пуска Linux дистрибуция, наречена SEANux.

## Забележителни атаки

### 2011
- Юли 2011 г.: Уебсайтът на Калифорнийския университет в Лос Анджелис е обезобразен от СЕА хакерa „The Pro“.[26]
- Август 2011 г.: Платформата за социални мрежи Anonplus, управлявана от Анонимните, е обезобразена. Citizen Lab приписва атаката на СЕА.[27]
- Септември 2011 г.: Уебсайтът на Харвардския университет е обезобразен от това, което се нарича работа на сложна група или индивид. Началната страница на Харвард е заменена с изображение на сирийския президент Башар ал-Асад със съобщението „Сирийската електронна армия беше тук“.[28]

### 2012
- Април 2012 г.: Официалният блог на уебсайта на LinkedIn е пренасочен към сайт, подкрепящ Башар ал-Асад.[29]
- Август 2012 г.: Туитър акаунтът на агенция Ройтерс изпраща 22 туита с невярна информация за конфликта в Сирия. Новинарският уебсайт на Ройтерс е компрометиран и публикува фалшив доклад за конфликта в блога на журналист.[30]

### 2013
- 20 април 2013 г.: Началната страница на Team Gamerfood е обезобразена.
- 23 април 2013 г.: Акаунтът на Асошиейтед прес в Туитър невярно твърди, че Белият дом е бил бомбардиран и президентът Барак Обама е ранен. Това води до спад от 136,5 млрд, щатски долара в стойността на S&P 500 същия ден.
- Май 2013 г.: Туитър акаунтът на The Onion е компрометиран от фишинг акаунти в Google Apps на служители на The Onion. Платформата е използвана и от хакерите за разпространение на просирийски туитове.
- 24 май 2013 г.: Туитър акаунтът на ITV News London е хакнат.
- На 26 май 2013 г.: Андроид приложенията на британския телевизионен оператор Скай нюз са хакнати в Google Play Store.
- 17 юли 2013 г.: Сървърите на Truecaller са хакнати. Групата твърди в своя акаунт в Туитър, че е възстановила 459 GiB база данни, главно поради по-стара версия на WordPress, инсталирана на сървърите. Хакерите пускат предполагаемия хост ID на базата данни на Truecaller, потребителско име и парола чрез друг туит. На 18 юли 2013 г. TrueCaller потвърждава в блога си, че само уебсайтът им е бил хакнат, но заявява, че атаката не разкрива никакви пароли или информация за кредитни карти.
- 23 юли 2013 г.: Сървърите на Viber са хакнати, уебсайтът за поддръжка е заменен със съобщение и предполагаема екранна снимка на данните, получени по време на проникването.
- 15 август 2013 г.: Рекламната услуга Outbrain претърпява spearphishing атака и СЕА поставя пренасочвания към уебсайтовете на Вашингтон Поуст, Тайм и Си Ен Ен.
- 27 август 2013 г.: DNS на NYTimes.com е пренасочен към страница, която показва съобщението „Хакнат от СЕА“ и регистраторът на домейни в Туитър е променен.
- 28 август 2013 г.: DNS регистрацията на Tуитър показва СЕА като свои администраторски и технически контакти и някои потребители съобщават, че каскадните стилови таблици (CSS) на сайта са били компрометирани.
- 29–30 август 2013 г.: Ню Йорк Таймс, Хъфингтон Поуст и Туитър са свалени от СЕА. Човек, който твърди, че говори от името на групата, излиза напред, за да свърже тези атаки с нарастващата вероятност от военни действия на САЩ в отговор на използването на химически оръжия от Башар ал-Асад. Самоописващ се служител на СЕА казва на ABC News в размяна на имейл: „Когато хакнем медия, ние не унищожаваме сайта, а само публикуваме в него, ако е възможно, или публикуваме статия, [която] съдържа истината за това, което е което се случва в Сирия... Така че, ако САЩ предприемат атака срещу Сирия, ние може да използваме методи за причиняване на вреда, както за икономиката на САЩ, така и за други.“
- 2–3 септември 2013 г.: Просирийски хакери проникват в сайта за набиране на персонал в Корпуса на морските пехотинци на САЩ, публикувайки съобщение, което призовава американските войници да отказват заповеди, ако Вашингтон реши да нанесе удар срещу сирийското правителство. Сайтът www.marines.com е парализиран за няколко часа и пренасочен към съобщение от седем изречения „доставено от СЕА“.
- 30 септември 2013 г.: Официалният Туитър акаунт и уебсайт на Глобъл Поуст са хакнати. СЕА публикува чрез своя акаунт в Туитър: „Помислете два пъти, преди да публикувате ненадеждна информация [sic] за Сирийската електронна армия“ и „Този път хакнахме вашия уебсайт и вашия акаунт в Туитър, следващия път ще започнете да търсите нова работа“
- 28 октомври 2013 г.: Чрез получаване на достъп до акаунта в Gmail на служител на Организация за действие СЕА променя съкратените URL адреси в акаунтите на президента Барак Обама във Фейсбук и Туитър, за да сочи към 24-минутен проправителствен видеоклип в Ютюб.
- 9 ноември 2013 г.: СЕА хаква уебсайта на VICE – уебсайт за новини/документални филми/блог без партньор, който многократно е снимал в Сирия на страната на бунтовническите сили. Влизането в vice.com пренасочва към нещо, което изглежда като начална страница на СЕА.
- 12 ноември 2013 г.: СЕА хаква Фейсбук страницата на Матю Ван Дайк, ветеран от Гражданската война в Либия и пробунтовнически настроен новинарски репортер.

### 2014
- 1 януари 2014 г.: СЕА хаква Фейсбук, Туитър и блога на Скайп, публикувайки снимка, свързана със СЕА, и казва на потребителите да не използват услугата за електронна поща на Майкрософт Outlook.com, по-рано известна като Hotmail,  твърдейки, че Майкрософт продава потребителска информация на правителството.[31]
- 11 януари 2014 г.: СЕА хаква страниците за поддръжка на Xbox в Туитър и насочва туитове към уебсайта на групата.[32]
- 22 януари 2014 г.: СЕА хаква официалния блог на Microsoft Office, публикувайки няколко изображения и туитвайки за атаката.[33]
- 23 януари 2014 г.: Официалният Туитър акаунт на CNN HURACAN CAMPEÓN 2014 показва две съобщения, включително снимка на сирийското знаме, съставено от двоичен код. Си Ен Ен премахва туитовете в рамките на 10 минути.[34] [35]
- 3 февруари 2014 г.: СЕА хаква уебсайтовете на eBay и PayPal UK. Източник съобщава, че хакерите са казали, че това е само за шоу и че не са взели данни.[36]
- 6 февруари 2014 г.: СеА хаква DNS на Фейсбук. Източници кават, че данните за контакт на регистранта са възстановени и Фейсбук потвърждава, че трафикът към уебсайта не е бил отвлечен и че няма засегнати потребители на социалната мрежа.[37]
- 14 февруари 2014 г.: СЕА хаква уебсайта на Форбс и техните акаунти в Туитър.[38]
- 26 април 2014 г.: СЕА хаква уебсайта на RSA Conference, свързан с информационната сигурност[39]
- 18 юни 2014 г.: СЕА хаква уебсайтовете на британските вестници Сън и Сънди Таймс[40]
- 22 юни 2014 г.: Уебсайтът на Ройтерс е хакнат за втори път и показва съобщение на СЕА, осъждащо Ройтерс за публикуване на неверни статии за Сирия. Хакери компрометират уебсайта, повреждайки рекламите, показвани от Taboola.[41]
- 27 ноември 2014 г.: СЕА хаква стотици сайтове чрез отвличане на системата за коментари на Gigya за известни уебсайтове, показвайки съобщение „Вие сте хакнати от Сирийската електронна армия.“ Засегнатите уебсайтове включват Aberdeen Evening Express, Logitech, Форбс, Индипендънт, London Evening Standard, Дейли Телеграф, Ен Би Си, Националната хокейна лига, Finishline.com, PCH.com, Time Out New York и t3.com (технологичен уебсайт), stv.com, Walmart Canada, PacSun, уебсайтове на Daily Mail, bikeradar.com (велосипеден уебсайт), SparkNotes, millionshort.com, Milenio.com, Mediotiempo.com, Todobebe.com и myrecipes.com, Biz Day SA, BDlive Южна Африка, muscleandfitness.com и CBC News.[42]

### 2015
- 21 януари 2015 г.: Френският вестник „Монд“ пише, че хакерите на СЕА са „успели да проникнат в нашия инструмент за публикуване, преди да стартират отказ на услуга“.

### 2018
- 17 май 2018 г.: Двама заподозрени са обвинени от Съединените щати за конспирация за хакване на няколко американски уебсайта

### 2021
- Октомври 2021 г.: Фейсбук открива наличието на няколко фалшиви акаунта, управлявани от СЕА и свързаните с нея организации. Съобщава се, че акаунтите са били използвани за насочване към сирийски опозиционни фигури и активисти за правата на човека, както и членове на YPG и Белите каски.